# 큰겨울잠쥐
큰겨울잠쥐(Glis glis)는 대형 겨울잠쥐류의 일종이다. 큰겨울잠쥐속의 유일종으로 서유럽에서 대부분 발견된다. "식용겨울잠쥐"(edible dormouse)라는 영어권 명칭은 이 동물을 진미(珍味)로 먹었던 로마인들에게서 유래했다.

## 특징
큰겨울잠쥐는 몸길이 14~19cm와 꼬리 길이 11~13cm로 겨울잠쥐류 중에서 가장 크다. 몸무게는 보통 120~150g이지만, 겨울잠 직전에는 이보다 거의 두 배에 달하기도 한다. 일반적으로 몸은 다람쥐를 닮았고, 작은 귀와 짧은 다리, 그리고 큰 발을 갖고 있다. 털 색깔은 전체적으로 회색부터 회색빛 갈색이지만, 배 아랫쪽과 다리 안쪽은 흰색부터 엷은 담황색을 띤다. 경계선은 상당히 뚜렷하다.